# Dipturus diehli
Dipturus diehli is een vissensoort uit de familie van de Rajidae. De wetenschappelijke naam van de soort is voor het eerst geldig gepubliceerd in 2001 door Soto & Mincarone.